# Carrión (riu)
El Carrión és un riu d'Espanya, que discorre íntegrament per la província de Palència. És afluent del riu Pisuerga, que discorre per la comunitat autònoma de Castella i Lleó. Neix a Fonts Carrionas, que pertany a la xarxa d'Espais Naturals dins del Parc Natural de les Fonts Carrionas i Font Cobre-Montaña Palentina. Passa per Velilla del Río Carrión, Guardo, Saldaña, La Serna, Carrión de los Condes, Monzón de Campos, la ciutat de Palència, i Villamuriel de Cerrato. Al final de la seva trajectòria s'uneix amb el riu Pisuerga en el terme municipal de Dueñas.
En la seva conca s'han construït l'embassament de Camporredondo i l'embassament de Compuerto. La principal curiositat és que malgrat els seus 179 km de longitud, tot el seu recorregut forma part de la província de Palència.

## Geografia

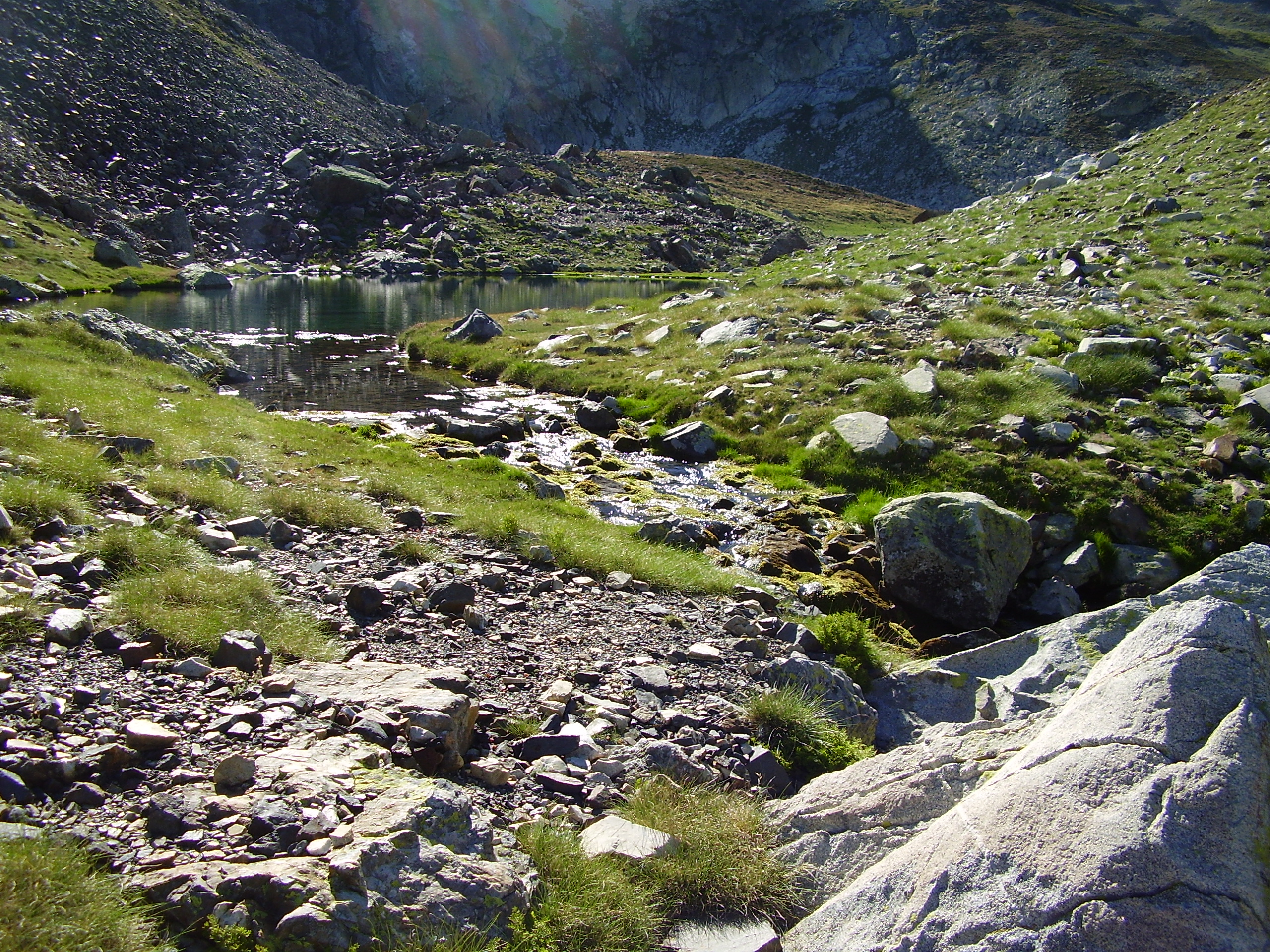
Inici del riu Carrión que eix des de la Llacuna de Fonts Carrionas.

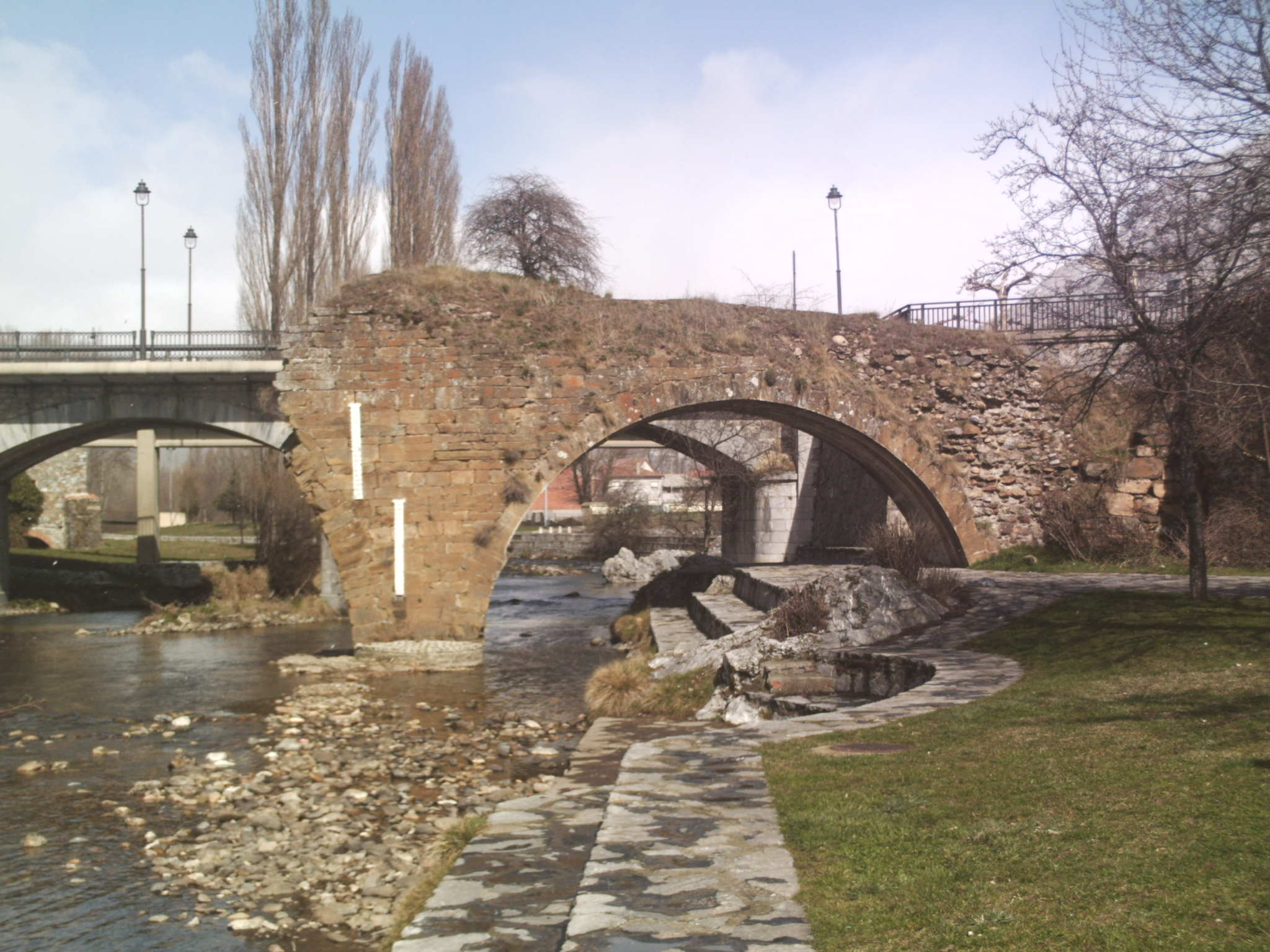
El Carrión, al seu pas per Velilla del Río Carrión, amb el Pont Romà de Velilla en primer terme, i darrere el pont modern.

### Naixement
El Carrión neix a 2.220 msnm, a la Llacuna de Fonts Carrionas, al terme municipal de Velilla del Río Carrión, dins d'un circ glacial envoltat de cims de més de 2.400 m d'altitud al "Parc Natural de les Fonts Carrionas i Font Cobre-Montaña Palentina", dins d'un entorn d'alta muntanya que també és conegut com a Santuari del Carrión, i considerada pels amants del senderisme una ruta de gran bellesa. És recomanable la seva visita a l'estiu, ja que la resta de l'any les baixes temperatures i les habituals nevades la fan molt complicada.

### Recorregut
Dins del terme municipal de Velilla del Río Carrión, el Carrión pateix les seves variacions més destacades: passa de ser un simple rierol que baixa des del seu naixement, a 2.220 msnm, per a rebre al seu pas les aigües dels nombrosos rierols i rius que neixen en aquestes altes muntanyes, com el riu Cardaño i el riu Arauz, i els rierols de Aviaos o Mazobres. A més és retingut en dos embassaments construïts en el seu recorregut: l'Embassament de Camporredondo (1930) i, contigu a aquest, l'Embassament de Compuerto (1960). Ja dins de la localitat, el Carrión rep les aigües del riu Besandino, que neix a la província de Lleó.
Dos són els ponts que hi ha sobre el riu Carrión a Velilla del Río Carrión, un medieval (encara que és anomenat "Pont Romà de Velilla") mig derruït, i un altre de més recent construcció sobre el qual passa la carretera CL-615 Palència-Riaño. Abans de la seva arribada a Guardo, hi ha un altre petit embassament, conegut com a Presa de Villalba del que pren l'aigua de refrigeració la central termoelèctrica de Velilla.
A la ciutat de Palència el riu s'obre en diversos braços dues vegades, formant dues illes de grans dimensions i tres més petites. El riu Carrión va ser des de temps molt remots el centre de la vida de Palència, el Puentecillas (el pont més antic de la ciutat, d'origen romà) ja permetia el pas des de la façana principal de la catedral al Sotillo de los Canónigos (situat a la segona illa més gran). Durant la revolució industrial el riu va ser desviat creant un recorregut pel centre de la ciutat (on està el Pont Major del segle xvi) cap als afores, per proveir a les fàbriques d'aigua. Aquesta illa que es va formar va rebre (per estar envoltada d'aigua) el nom d'Illa Dosaigües que actualment alberga un parc, alguns habitatges, un hotel i el camp de golf municipal.